# Disney Music Group
Disney Music Group (dawniej Buena Vista Music Group) – grupa wytwórni muzycznych zależnych od The Walt Disney Company. Przewodniczącym grupy jest Bob Cavallo, który jest zależny od Dicka Cooka – prezesa Walt Disney Studios.

## Wytwórnie
Grupa łączy:
- Buena Vista Records (zobacz też Buena Vista) - wytwórnia poświęcona wydawaniu soundtracków do filmów Disneya, takich jak: Mary Poppins i Babes in Toyland oraz nagrań aktorów, którzy mają kontrakt t z Disneyem, np.: Annette Funicello i Hayley Mills. Często w tym samym czasie, gdy Buena Vista Records wydała oryginalny soundtrack, Disneyland Records wydaje tańszą wersję z coverami piosenek z tegoż filmu. Później wytwórnia została przejęta przez Walt Disney Records. Wytwórnia wciąż działa i wydaje zróżnicowany materiał, taki jak: płyty CD Baby Einstein, płyty karaoke oraz ma trochę nagrywających artystów.

- Walt Disney Records - wizytówka grupy założona w 1956 roku (jako Disneyland Records) do wydawania nagrań muzyki z Myszki Miki. Jako wytwórnia Disneyland wydaje również płyty długogrające soundtracków do znanych animowanych filmów Disneya. Aktualnie wytwórnia wydaje szerokie pasmo muzyki Disneya przygotowanej specjalnie dla dzieci, nastolatków oraz muzykę rodzinną, np. soundtracki do filmów zrobionych przez Walt Disney Pictures, oryginalną muzykę artystów takich jak They Might Be Giants oraz składanki przygotowane przez Radio Disney.

- Hollywood Records - pierwotnie skupiona na rocku, popie i nastoletnich artystach. Wytwórnia była głównie przygotowana do wydawania soundtracków i płyt kilku znaczących artystów, jak Queen. Przeznaczenie wytwórni zostało zmienione przez Boba Cavallo i Abbeya Konowitcha, teraz wytwórnia wydaje różnorodność nagrań znanych artystów, takich jak: Hilary Duff, Breaking Benjamin, Aly & AJ, Indigo Girls, Jesse McCartney, Raven Symone i Vanessa Hudgens.

- Lyric Street Records - wytwórnia mieszcząca się w Nashville i wydająca muzykę country artystów, takich jak: Rascal Flatts i SHeDAISY.

- Mammoth Records - poprzednio mieszcząca się w Północnej Karolinie wciąż wydaje nagrania znanych artystów, takich jak Los Lobos.

- Walt Disney Music Publishing wydaje muzyką pochodzącą z filmów i seriali grupy Disney oraz parków rozrywki. Podporządkowane jej marki to: Walt Disney Music Company, Wonderland Music Company, Seven Peaks Music, Seven Summits Music, Touchstone Pictures Music & Songs, Hollywood Pictures Music, HolPic Music, Buena Vista Music Company, Fuzzy Muppet Songs, Mad Muppet Melodies, Agarita Music, FFM Publishing, F T S Music, Saban Music U.S.A., ABC Family Music, Falferious Music, Five Hundred South Songs, Balanga Music i inne.

## Rozpowszechnianie płyt
Disney Music Group nie ma własnej sieci rozprowadzającej płyty, zamiast tego polegają na Universal Music Group w Północnej Ameryce, Avex w Japonii oraz (od września 2005) EMI w Europie, Australii i Nowej Zelandii. W przeszłości Sony był dystrybutorem wytwórni Hollywood Records w Azji. 
W Wielkiej Brytanii, EMI ma licencję na wydawanie albumów Hollywood Records jako swoich, mimo tego nagrania te odróżniają się od nagrań EMI.